# Міжгірська селищна рада
Міжгі́рська се́лищна ра́да — адміністративно-територіальна одиниця та орган місцевого самоврядування в Міжгірському районі Закарпатської області. Адміністративний центр — селище міського типу Міжгір'я.

## Загальні відомості
- Населення ради: 10 971 особа (станом на 2001 рік)
- Територією ради протікає річка Ріка

## Населені пункти
Селищній раді підпорядковані населені пункти:
- смт Міжгір'я
- с. Запереділля
- с. Стригальня

## Склад ради
Рада складається з 30 депутатів та голови.
- Голова ради: Цімбота Віталій Іванович
- Секретар ради: Пішта Мирослава Федорівна

### Керівний склад попередніх скликань
| Прізвище, ім'я, по батькові | Основні відомості                                                | Дата обрання | Дата звільнення |
| --------------------------- | ---------------------------------------------------------------- | ------------ | --------------- |
| Щур Василь Михайлович       | Селищний голова, 1980 року народження, освіта вища               | 26.03.2006   | 31.10.2010      |
| Щур Василь Михайлович       | Селищний голова, 1980 року народження, освіта вища, безпартійний | 25.05.2014   |                 |

Примітка: таблиця складена за даними сайту Верховної Ради України

### Депутати
За результатами місцевих виборів 2010 року депутатами ради стали:

#### За суб'єктами висування
| Суб'єкт висування | Кількість обраних депутатів | %    |
| ----------------- | --------------------------- | ---- |
| Самовисування     | 29                          | 96,7 |
| Народна партія    | 1                           | 3,3  |

#### За округами
| № округу       | Прізвище, ім'я, по батькові   | Дата визнання обраним | Освіта  | Партійна приналежність                         | Відомості про обраного депутата                                                          |
| -------------- | ----------------------------- | --------------------- | ------- | ---------------------------------------------- | ---------------------------------------------------------------------------------------- |
| Народна Партія |                               |                       |         |                                                |                                                                                          |
| 9              | Шовак Олександр Васильович    | 03.11.2010            | вища    | член Народної партії                           | ПП «Мир -Агро», начальник Міжгірського відділення                                        |
| Самовисування  |                               |                       |         |                                                |                                                                                          |
| 1              | Палапа Віталій Васильович     | 03.11.2010            | середня | позапартійний                                  | тимчасово не працює                                                                      |
| 2              | Бобонич Василь Михайлович     | 03.11.2010            | середня | позапартійний                                  | Запереділянська загальноосвітня школа, кочегар                                           |
| 3              | Чепара Олег Тимофійович       | 03.11.2010            | середня | позапартійний                                  | тимчасово не працює                                                                      |
| 4              | Федоренко Віталія Михайлівна  | 03.11.2010            | середня | позапартійна                                   | приватний підприємець                                                                    |
| 5              | Мись Юрій Юрійович            | 03.11.2010            | середня | позапартійний                                  | тимчасово не працює                                                                      |
| 6              | Чічура Юрій Юрійович          | 03.11.2010            | вища    | позапартійний                                  | Міжгірська районна лікарня, лікар-терапевт                                               |
| 7              | Шуберт Мирослав Дмитрович     | 03.11.2010            | вища    | позапартійний                                  | Міжгірська селищна рада, головний спеціаліст                                             |
| 8              | Голембовський Ігор Іванович   | 03.11.2010            | середня | позапартійний                                  | агрофірма «Верховина», заступник директора                                               |
| 10             | Рущак Василь Васильович       | 03.11.2010            | середня | позапартійний                                  | організація дорожнього руху із обслуговування Міжгірського району, інспектор             |
| 11             | Казибрід Ігор Володимирович   | 03.11.2010            | вища    | позапартійний                                  | Міжгірська районна рада, начальник відділу юридичного забезпечення та звернень громадян  |
| 12             | Онуфрій Наталія Василівна     | 03.11.2010            | середня | позапартійна                                   | приватний підприємець                                                                    |
| 13             | Малета Василь Михайлович      | 03.11.2010            | середня | член Політичної партії «Фронт Змін»            | приватний підприємець                                                                    |
| 14             | Пішта Мирослава Федорівна     | 03.11.2010            | вища    | член Політичної партії «Фронт Змін»            | Міжгірська селищна рада, секретар                                                        |
| 15             | Тайстра Іван Васильович       | 03.11.2010            | вища    | позапартійний                                  | Виноградівське міжрегіональне управління водного господарства Міжгірського р-ну, інженер |
| 16             | Кічковський Едуард Іванович   | 03.11.2010            | вища    | позапартійний                                  | Міжгірська районна адміністрація, заст. начальника управління економіки                  |
| 17             | Шурдюк Михайло Петрович       | 03.11.2010            | вища    | позапартійний                                  | приватний підприємець                                                                    |
| 18             | Янчик Микола Михайлович       | 03.11.2010            | вища    | позапартійний                                  | Міжгірський РСТК ТСОУ, директор                                                          |
| 19             | Казибрід Юрій Юрійович        | 03.11.2010            | вища    | позапартійний                                  | ВАТ ЕК «Закарпаття обленерго» Міжгірський район електромереж, електромонтер              |
| 20             | Пазина Василь Тимофійович     | 03.11.2010            | середня | позапартійний                                  | приватний підприємець                                                                    |
| 21             | Смерековський Віктор Іванович | 03.11.2010            | середня | член Партії «Справедливість»                   | контрольно-ревізійний відділ в Міжгірському районі, головний контролер-ревізор           |
| 22             | Беля Олена Іванівна           | 03.11.2010            | середня | позапартійна                                   | Міжгірська районна лікарня, медсестра                                                    |
| 23             | Стець Петро Михайлович        | 03.11.2010            | середня | позапартійний                                  | ТзОВ «Рубік», директор                                                                   |
| 24             | Гаштур Олена Василівна        | 03.11.2010            | вища    | позапартійна                                   | Міжгірська загальноосвітня школа ім. А. Волошина, вчитель                                |
| 25             | Щур Наталія Василівна         | 03.11.2010            | середня | позапартійна                                   | приватний підприємець                                                                    |
| 26             | Субота Іван Іванович          | 03.11.2010            | вища    | член Партії промисловців і підприємців України | КП «Ринок», директор                                                                     |
| 27             | Бугина Михайло Андрійович     | 03.11.2010            | вища    | позапартійний                                  | пенсіонер                                                                                |
| 28             | Іванина Юрій Дмитрович        | 03.11.2010            | середня | позапартійний                                  | приватний підприємець                                                                    |
| 29             | Рішко Іван Михайлович         | 03.11.2010            | середня | член Партії регіонів                           | ВАТ «Загалшляхбуд», виконроб                                                             |
| 30             | Канюк Ілля Ілліч              | 03.11.2010            | вища    | позапартійний                                  | Міжгірський професійний ліцей, викладач                                                  |